# Japan Women's Open Tennis 2023
Il Japan Women's Open Tennis 2023 (noto anche come Kinoshita Group Japan Open Tennis Championships per motivi di sponsorizzazione) è un torneo di tennis giocato sul cemento all'aperto. È la 12ª edizione del Japan Open Tennis Championships, che fa parte della categoria WTA 250 nell'ambito del WTA Tour 2023. Si gioca a Osaka, in Giappone, dall'11 al 17 settembre 2023. É la prima edizione dal 2019, che si era tenuta a Hiroshima. Le edizioni del 2020 e 2021 furono cancellate per la pandemia di COVID-19, mentre quella del 2022 fu cancellata per ragioni finanziarie.

## Partecipanti

### Teste di serie
| Nazionalità | Giocatore         | Ranking* | Testa di serie |
| ----------- | ----------------- | -------- | -------------- |
| Cina        | Zhu Lin           | 44       | 1              |
| Germania    | Tatjana Maria     | 47       | 2              |
| Cina        | Wang Xinyu        | 53       | 3              |
| Rep. Ceca   | Linda Fruhvirtová | 56       | 4              |
| Argentina   | Nadia Podoroska   | 70       | 5              |
| Kazakistan  | Julija Putinceva  | 78       | 6              |
| Giappone    | Nao Hibino        | 81       | 7              |
| Ucraina     | Kateryna Baindl   | 83       | 8              |

* Ranking al 28 agosto 2023.

### Altre partecipanti
Le seguenti giocatrici hanno ricevuto una wild card:
- Misaki Doi
- Mai Hontama
- Moyuka Uchijima

Le seguenti giocatrici sono passate dalle qualificazioni:

- Alexandra Eala
- Arianne Hartono
- Elizabeth Mandlik
- Ankita Raina
- Himeno Sakatsume
- Valerija Savinych

### Ritiri
Prima del torneo
- Tamara Korpatsch → sostituita da  Viktorija Golubic
- Peyton Stearns → sostituita da  Ashlyn Krueger
- Lesja Curenko → sostituita da  Panna Udvardy

## Partecipanti al doppio
| Nazione       | Giocatrice     | Nazione     | Giocatrice      | Ranking* | Testa di serie |
| ------------- | -------------- | ----------- | --------------- | -------- | -------------- |
| Taipei cinese | Latisha Chan   | Cina        | Zhu Lin         | 127      | 1              |
| Giappone      | Eri Hozumi     | Giappone    | Makoto Ninomiya | 143      | 2              |
| Regno Unito   | Naiktha Bains  | Regno Unito | Maia Lumsden    | 181      | 3              |
| Regno Unito   | Alicia Barnett | Regno Unito | Olivia Nicholls | 192      | 4              |

* Ranking al 28 agosto 2023.

### Altre partecipanti
La seguente coppia ha ricevuto una wildcard per il tabellone principale:
- Natsumi Kawaguchi /  Momoko Kobori
- Yuki Naito /  Moyuka Uchijima

## Campionesse

### Singolare
Ashlyn Krueger ha sconfitto in finale  Zhu Lin con il punteggio di 6-3, 7-6(6).
- É il secondo titolo in carriera e della stagione per Krueger, il primo di categoria WTA 250.

### Doppio
Anna-Lena Friedsam /  Nadiia Kičenok hanno sconfitto in finale  Anna Kalinskaja /  Julija Putinceva con il punteggio di 7-6(3), 6-3.